# اسلوپ کلاس اگرت
اسلوپ کلاس اگرت (به انگلیسی: Egret-class sloop) یک کلاس از اسلوپ‌ها است که طول آن ۲۷۶ فوت (۸۴ متر) می‌باشد.